# K12 (AMD)
K12は、AMDが同社で初めてARMv8-A(AArch64)命令セットを元に開発したマイクロアーキテクチャであり、2017年内のリリースを予定していた。
2018年時点では開発が続いていたが、製品化の予定は立っておらず、2020年10月現在、K12ベースの製品は一つも発表されていない。ジム・ケラーは、「(自らの退職後に、AMDは)K12を愚かにもキャンセルした」と発言している。
このアーキテクチャは高い周波数と消費電力の効率化に焦点を当てており、データセンター、組込系、セミカスタム市場をターゲットとしていた。 
K12の前世代のプロセッサはA1100で、こちらのプロセッサも同様にARM Cortex-A57を搭載したARMv8-Aが使用されている。

## 関連事項
- Zen (マイクロアーキテクチャ)